# Steinamangerer Straße
Die Steinamangerer Straße B 63 ist eine Landesstraße in Österreich. Sie führt auf einer Länge von 43,6 km von der Süd Autobahn A 2 in Pinggau entlang der Pinka nach Oberwart und von dort zur Staatsgrenze nach Ungarn bei Schachendorf. Die Straße ist nach der Stadt Szombathely (dt. Steinamanger) benannt, die sich in der Fortsetzung der Steinamangerer Straße auf ungarischer Seite befindet.

## Geschichte
Das Burgenland gehörte bis 1921 zu Ungarn. Sämtliche Straßen im südlichen Burgenland waren auf die Komitatshauptstadt Steinamanger (Szombathely) ausgerichtet. Die Strecke von Steinamanger über Oberwart bis in die steirische Stadt Friedberg wurde deshalb 1854 als ungarische Landesstraße geführt.
Die Steinamangerstraße von Oberwart bis zur neuen Staatsgrenze bei Schachendorf wurde 1923 in das österreichische Bundesstraßennetz aufgenommen.
Der weiterführende burgenländische Streckenabschnitt zwischen Oberwart und Sinnersdorf gehört seit dem 1. Juli 1926 zum Netz der Landesstraßen im Burgenland und wurde damals als Oberwart-Pinggauer Straße bezeichnet.
Der steirische Abschnitt zwischen Pinggau und Sinnersdorf wurde hingegen 1926 zur Konkurrenzstraße erklärt. In der österreichischen Rechtssprache bezeichnet Konkurrenz die gemeinsame Finanzierung eines Projektes durch verschiedene Institutionen. In diesem Falle zahlte das Land Steiermark 70 % der Baukosten, während der Bezirk Hartberg 30 % der Baukosten selbst tragen musste.
Im Zuge von Arbeitsbeschaffungsmaßnahmen wurde der Streckenabschnitt zwischen Oberwart und Groß-Petersdorf ab 1937 zu einer modernen Autostraße ausgebaut.
Nach dem Anschluss Österreichs wurde die Steinamangerstraße bis 1945 als Teil der Reichsstraße 345 geführt. Im Zweiten Weltkrieg wurde der Streckenabschnitt zwischen Pinkafeld und Oberwart als Lande- und Startbahn für Kampfflugzeuge verwendet.
Nach 1990 wurde bei Großpetersdorf eine Umfahrung gebaut, und die frühere Serpentine wurde zwischen Großpetersdorf und Dürnbach umgebaut. Die Lücke von der A 2 bis zur Grenze wurde durch die Umfahrung von Dürnbach und Schachendorf geschlossen. Länge: 8,3 km, Bauzeit: Oktober 2005 bis 11. August 2008.